# Уеб система за управление на съдържанието
Системата за управление на уеб съдържание, СУУС (на английски: web content management system, (WCMS)) е вид система за управление на съдържанието на уеб сайт, която дава възможност за сътрудничество на различни автори и предоставя административни инструменти, така че потребители с малко познания по програмиране и софтуер с относителна лекота да създават и управляват съдържанието. Стабилната СУУС осигурява основа за сътрудничество, предлагащи на потребителите възможността да управляват документите и участието в редакторския процес на много автори.
Повечето СУУС използват хранилища и бази от данни, за да съхраняват съдържанието на страниците, метаданните и други информационни атрибути, необходими за работата. Представяното на посетителите на сайта съдържание се композира въз основа на набор от уеб сайт шаблони, които понякога са XSLT файлове.
Повечето СУУС използват кеширане от страна на сървъра, за да се подобри производителността. Това работи най-добре, когато СУУС не се променя често, но посещенията са редовни.
СУУС позволява на редови потребители да правят промени на сайта с малко обучение и обикновено изисква намесата на системен администратор и/или уеб разработчик само когато се налага да се създадат или добавят компоненти, но общата поддръжка на сайта може да се върши и от необучен персонал.

## Възможности
Системите за управление на съдържанието често се използват за уебсайтове, съдържащи: блогове, новинарски сайтове и интернет магазини. Много корпоративни и маркетингови сайтове използват този вид система. Идеята на този вид технологии е да се избегне или поне намали нуждата от ръчно писане на код. Това намалява необходимостта от специалисти, който се занимават с попълването на информация в уебсайтовете. Съществуват различни видове системи, които се различават главно по това, каква функционалност предлагат. Едни от тях предлагат възможност да се правят абсолютно всички със съдържанията, за сметка на трудната работа и поддръжка, което ги прави неблагоприятни за обикновените потребители, но особено полезни за тези с по-големи познания. Други системи са такива, които са изключително лесни и интуитивни за обикновените потребители. Те съдържат само най-необходимото за поддръжката на дадената страница. Системите за управление на съдържанието автоматизират и улесняват процеса на добавяне и промяна на съдържанието в сайтовете. Тя е компютърен софтуер, който подпомага своите потребители в процеса на управление на съдържанието на динамичен уеб сайт, като улеснява организацията, контрола и публикуването на големи количества документи и друго съдържание, като изображения и мултимедийни ресурси.
Система за управление на уеб съдържанието се използва за управление на съдържанието на динамичен уеб сайт, като улеснява организацията, контрола и публикуването на големи количества документи и друго съдържание, като изображения и мултимедийни ресурси. контролиране на динамична колекция от листов материал, включително HTML документи, изображения, както и други форми на медии. CMS улеснява контрола на документ, одит, редактиране и управление на графици. СУУС обикновено е със следните характеристики: Автоматизирани шаблони Автоматизирани шаблони: Създават стандартни визуални шаблони (обикновено HTML и XML), които могат да бъдат автоматично приложени към ново или съществуващо съдържание и тяхната промяна се отразява на изгледа на всички страници на сайта, а промяната се извършва на едно-единствено място;

### Контрол на достъпа
Някои СУУС поддържат потребителска автентикация и контролиран достъп на различни групи потребители. Потребителските групи позволяват да се контролират взаимодействията на регистрираните потребители и сайта. Една страница на сайта може да бъде ограничен до една или повече групи. Това означава, че ако анонимен потребител (потребител, който не е влязъл в системата), или влязъл потребител, който не е член на групата на страницата ще им бъде отказан достъпът до страница. Повечето системи използват база данни за съхранение на съдържанието и слой за презентация, който показва съдържанието на посетителите на сайта на базата на набор от шаблони. Достъпът до системата обикновено се извършва чрез уеб браузър, като е възможно и използване на FTP за качване на съдържание.

### Scalable експанзия
Предлага се в най-модерните СУУС. Предоставя възможност за разширяване на единни изпълнения (една инсталация на един сървър) в няколко домейна, в зависимост от настройките на сървъра. СУУС сайтове могат да бъдат в състояние да създаде микросайтове / уеб портали в главен сайт.

### Лесно редактиране на съдържание
Веднага щом съдържанието се раздели от визуалното представяне на сайта, то обикновено става много по-лесно и бързо за редактиране и манипулиране. Повечето системи за управление на съдържанието включват WYSIWYG инструменти за редактиране, които позволяват на нетехнически персонал да създава и редактира съдържание

### Scalable настройка на параметрите
Повечето системи за управление на съдържанието имат добавки или модули, които могат да бъдат лесно инсталирани и да разширят съществуващата функционалност на сайта.

### Уеб стандарти ъпгрейди
СУУС софтуерът обикновено предлага редовни обновявания, които включват нови възможности и поддържат системата с актуалните уеб стандарти.

## Управление на работния процес
Работният процес е процесът на създаване на цикли от последователни и паралелни задачи, които трябва да бъдат изпълнявани в системата за управление на съдържанието. Системите за управление на съдържанието предлагат средства за управление на жизнения цикъл на документа от времето на първоначалното му създаване до неговата проверка, публикуване, архивиране и унищожаване. Например авторът на съдържанието добавя статия, но тя не се публикува на сайта докато редакторът не я провери и главният редактор не я одобри. Това често е свързано с обмен на съобщения.

### Сътрудничество
CMS софтуер може да действа като платформа за сътрудничество, позволяваща съдържанието да бъде извлечено и по него да се работи едновременни от един или повече оторизирани потребителя. Промените могат да бъдат проследени и одобрени за публикуване или игнорирани и да се върне някоя от старите версии. Други съвременни форми на сътрудничество позволяват на множество потребители да модифицират (или коментират) страница по едно и също време и в една сесия.

### Права
Някои CMS софтуер дава възможност за различни групи от потребители да имат ограничени права върху специфично съдържание на уебсайта.

### Управление на документи
CMS софтуер може да осигури средства за съвместно управление на жизнения цикъл на един документ от първоначалното му създаване, чрез ревизии, публикуване, архивиране и унищожаване на документи.
Виртуализация Content CMS софтуер може да осигури средства позволяващи на всеки потребител да работи в рамките на виртуално копие на целия уеб сайт, комплект документи, и / или код база. Това дава възможност за промени в няколко взаимосвързани ресурси, за да бъдат разглеждани и / или изпълняват в-контекст преди подаване. Разпространение на съдържание.CMS софтуер често помага при разпространение на съдържание чрез генериране на RSS и Atom емисии с данни с други системи. като част от процеса на работа.те имат възможност да изпращат и електронна поща на потребителите, когато има налични актуализации.

### Многоезичен интерфейс
Възможност за визуализиране съдържанието на различни езици.

### Контрол на версиите
Подобно на системи за управление на документи, CMS софтуер може да позволи създаване на различни версии на страници, позволявайки оторизирани потребители да извличат предишните версии и да продължат да работят от избрана точка. Контролът на версиите е полезен за следенето на съдържанието, което се променя с течение на времето. Той е необходим за архивиране и възстановяване на съдържанието при срив на системата.

## Видове
Съществуват три основни типа СУУС: офлайн обработка, онлайн обработка, и хибридни системи. Тези термини описват схемата за разполагане на СУУС по отношение на това, кога се прилагат презентационни шаблони, за да се получи структурирано съдържание.

### Офлайн обработка
Тези системи, се подразбират като „статично генерирани“. Обработка от този тип преработва и/или генерира цялото съдържание и прилага шаблони на уеб страницата, преди публикуването и. Тъй като, офлайн обработващите системи не се нуждаят от сървър, за да добавят шаблони, те могат просто да съществуват като инструменти за проектиране в проекционно време.

### Онлайн обработка
Тези системи прилагат шаблони по заявка.HTML може да бъде генериран, когато потребител посети уеб страницата или като се вземе от уеб кеша.
СУУС имат възможността да поддържат добавки (add-ons), който разширява възможностите. Add-ons позволяват да се добавят форуми, блогове, wiki, уеб магазини, галерии, среди за контакти и др. Те често се наричат модули, възли, добавки и разширения. Онлайн системите за обработка са най-предпочитания тип системи, поради голямата им мобилност и скорост на моделиране.

### Хибридни системи
Някои системи съчетават офлайн и онлайн подходи. Те също така могат се пишат на изпълним код (например, JSP, ASP, PHP, ColdFusion, или Perl страници), а не само на статични HTML, така че CMS само по себе си да не бъде необходимо да се съдържа във всеки уеб сървър. Други хибридни системи работят както в онлайн, така и в офлайн режим.

## Архитектура на СУУС
Съвременните системи за управление на съдържанието са изградени с трислойна архитектура, илюстрирана на Фигура №1.
Фиг. №1 Архитектура на системата за управление на съдържанието

### Функционалност
Функционалността на системата за управление на съдържанието може да се раздели на следните основни компоненти, представени на Фигура №2:
• създаване на съдържание
• управление на съдържание
• публикуване
• презентация
Фиг. №2 Компоненти на функционалността на системата за управление на съдържанието
Създаване на съдържание
На предна позиция в една система за управление на съдържанието стои лесна за използване среда за създаване на съдържание, проектирана да работи по подобие на Word. Тя осигурява нетехнически начин за създаване на нови страници или обновяване на съдържание без необходимост да се владее HTML. CMS позволява също да се управлява структурата на сайта, в кои секции и раздели да се разполагат страниците и как да са свързани една с друга. Много системи дори предлагат опростено drag-and-drop преструктуриране на сайта, без да се нарушават хипервръзките. Днес почти всички CMS осигуряват уеб базирана среда за създаване на съдържание, което допълнително улеснява тези задачи и позволява обновяването на съдържанието да бъде извършвано дистанционно. Тази среда е ключът за успеха на всяка система за управление на съдържанието. Чрез осигуряване на опростен механизъм за поддържане на сайта създаването на съдържание може да бъде възложено на различни служители на организацията. Например маркетинговият мениджър може да поддържа секцията за новини и връзки с обществеността, докато продуктовият мениджър поддържа актуален продуктовия каталог.
Управление на съдържание
След като една страница бъде създадена тя се съхранява в централното хранилище на системата за управление на съдържанието. То съхранява цялото съдържание на сайта, както и друга поддържаща функциите и работата на CMS информация. Това централно хранилище позволява на системата да осигурява редица полезни функции:
· Поддържане на информация за всички предишни версии на една страница, кой какво е променял и кога;
· Гарантиране на това, че всеки потребител може да променя само тази секция от сайта, за която е отговорен и за която са му дадени права от администратора;
· Интегриране със съществуващи информационни източници и IT системи.
По-важното, системата за управление на съдържанието осигурява редица от възможности за управление на работния процес по създаване на съдържанието. Това се илюстрира най-добре чрез следния пример:
Авторите на съдържание добавят своите документи в системата. Редакторите коригират, приемат или отхвърлят документи. Дизайнерите създават шаблоните и подреждат съдържанието в сайта. След това главните редактори са отговорни за публикуването на съдържанието в сайта. Системата за управление на съдържанието контролира и подпомага всяка стъпка от този работен процес, включително техническите задачи по публикуването на документите на един или повече уеб сървъра. На всяка стъпка CMS управлява статуса на страницата и уведомява хората, които са отговорни за съответния етап от работния процес. По този начин се позволява на повече автори да участват в управлението на съдържанието на сайта и се осигурява стриктен контрол върху качеството, достоверността и съгласуваността на информацията.
Публикуване
Когато съдържанието е вече в завършен вид в хранилището, то може да бъде публикувано в Интернет или интранет сайта. Системите за управление на съдържанието притежават и използват мощни средства за публикуване, които позволяват предварително дефинирани външен вид и подредба на сайта да бъдат автоматично приложени върху новото съдържание по време на публикуването му. Те могат също да позволяват едно и също съдържание да бъде публикувано в множество сайтове. Разбира се всеки отделен сайт има свой собствен изглед, така, че CMS позволява на графичните дизайнери и уеб програмистите да дефинират и променят външния вид на сайта, който ще бъде приложен от системата. Тези възможности за публикуване гарантират, че страниците в целия сайт ще изглеждат еднотипно и позволяват висок стандарт на презентация. Те позволяват също авторите да се концентрират върху създаването на съдържанието, оставяйки външния облик на сайта изцяло на системата за управление на съдържанието. Тя изцяло автоматизира процеса на публикуване на съдържанието.
Много от системите поддържат концепцията за ‘single source publishing’. Това означава, че те могат да публикуват автоматично дадена единица съдържание освен като HTML страница и в различни други формати, като PDF, Word, WAP и XML.
Презентация
Системата за управление на съдържанието може също да осигурява възможности за повишаване на качеството и ефективността на сайта. Например CMS може да изгради навигацията на сайта чрез прочитане на структурата на съдържанието направо от хранилището. Тя също улеснява поддръжката на множество браузъри и достъпността за потребители с увреждания. CMS прави сайта актуален, динамичен и интерактивен.

### Система за управление на бази данни и изпълними скриптове
Съдържанието и цялата друга информация, свързана със сайта обикновено се съхранява в сървърно-базирана система за управление на релационни бази от данни. Използват се изпълними скриптове, написани на скриптови езици или инструменти като Coldfusion, PHP, Perl, JSP, ASP, Python за взаимодействие с данните и превръщането им във визуално съдържание. Данните, съхранявани в базата данни се извличат и преобразуват в html страници или други документи. След това страниците, контролирани и публикувани от системата за управление на съдържанието могат да бъдат видени от посетителите на сайта.
База данни е организирана колекция от данни, използвана с цел моделиране на някакъв вид организация или организационен процес. В дните преди релационния модел на бази данни обикновено са се използвали два други модела за поддържане и действие с данни – йерархичен модел на бази данни и мрежов модел на бази данни.
Релационният модел е бил създаден за първи път през 1969 г. и днес се е превърнал в най-широко използвания модел в управлението на бази данни. Една релационна база данни съхранява данни в релации, които потребителя възприема като таблици. Всяка релация е съставена от записи и атрибути или полета. Физическата последователност на записите и полетата в една таблица е напълно несъществен и всеки запис в таблицата се идентифицира от поле, което съдържа уникална стойност. Това са двете отличителни характеристики на релационните бази данни, които дават възможност данните да съществуват независимо от начина, по който те физически са съхранени в компютъра. Не се изисква потребителя да знае физическото разположение на даден запис, за да извлече неговите данни. Релационният модел категоризира релациите като едно към едно, едно към много и много към много. Една релация между две таблици се установява косвено чрез съпоставянето на стойности на общо поле. Стига даден потребител да е запознат с релациите между таблиците в базата данни, той може да осъществява достъп до данни по почти неограничен брой начини.
Извличането на данни от релационна база данни става с езика SQL (Structured Query Language – Език за структурирани заявки). SQL е стандартният език, използван за да се създават, модифицират и поддържат бази данни и да се отправят заявки към тях. Повечето от днешните по-важни софтуерни програми за релационни бази данни включват различни форми на реализация на SQL.
Релационната база данни осигурява няколко предимства:
· Вградена цялост на много нива: Целостта на данните е вградена в модела на ниво поле, за да се осигури точността на данните; на ниво таблица, за да се осигури, че записите не са дублирани и за да открие липсващи стойности на първичен ключ; на ниво релация, за да осигури, че релациите между две таблици са действителни; и на бизнес ниво, за да осигури, че данните са точни от гледна точка на самия бизнес.
· Логическа и физическа независимост на данните от приложенията за бази данни: Нито промените, които даден потребител прави с логическия строеж на базата данни, нито промените, които компанията, продаваща софтуер прави с физическата реализация на базата данни ще повлияе неблагоприятно на приложения, основаващи се на тях.
· Гарантирана съгласуваност и точност на данните: Данните са съгласувани и точни, благодарение на различните нива на цялост, които можете да наложите вътре в базата данни.
· Лесно извличане на данни: По подадена от потребителя команда могат да бъдат извлечени данни от определена таблица или от няколко свързани таблици в базата данни. Това позволява на потребителя да разглежда информация по почти неограничен брой начини.
Една система за управление на релационни бази данни (СУРБД) представлява софтуерна програма, която се използва за създаване, поддръжка, модифициране и манипулиране с една релационна база данни. Много програми, реализиращи СУРБД предоставят инструменти за създаване на приложения за крайния потребител, които взаимодействат с данните, съхранени в базата данни.
СУРБД от типа клиент/сървър са разположени на компютър, изпълняващ ролята на сървър за бази данни, а потребителите взаимодействат с данните чрез приложения, разположени на техните собствени компютри като клиент на бази данни.
Разработчиците използват СУРБД тип клиент/сървър за да създадат и поддържат базата данни и съпътстващи я приложни програми за крайния потребител. Той реализира цялост и сигурност на данните на сървъра за данни, давайки си възможност да базира много различни потребителски приложения на едни и същи множества от данни, без да влияе на целостта и сигурността им. СУРБД тип клиент/сървър от доста време се използват широко за управление на големи количества споделени данни. Някои примери за тях са:
- Microsoft SQL Server;
- Oracle Application Server;
- MySQL;
- PostgreSQL;

Уеб базираните приложенията с база данни следват обща структура, показана на фигура №3.
Фиг. №3 Структура на уеб базираните приложения с база данни
Основната архитектура се състои от уеб браузър, уеб сървър, машина за обработка на скриптове и система за управление на бази данни. Тя работи по следния начин:
1. Потребителският уеб браузър изпраща HTTP заявка за определена уеб страница, например index.php.
2. Уеб сървърът получава заявката за index.php, извлича файла и го подава на машината за обработка на скриптове.
3. Машината започва да обработва скрипта. В скрипта има команда за свързване с базата данни и изпълняване на заявка. Машината отваря конекция към СУБД и изпраща съответната заявка.
4. СУБД получава заявката, обработва я и изпраща резултатите обратно на машината за обработка на скриптове.
5. Машината за обработка на скриптове довършва скрипта, което обикновено включва форматиране на резултатите в HTML. След това връща получения резултат на уеб сървъра.
6. Уеб сървърът изпраща резултата обратно на браузъра, където потребителя може да го види.

### Темплейт система
Темплейт системата най-общо описва софтуера и методологиите, използвани за създаване на голямо количество уеб страници и уеб документи. Тези системи обработват уеб темплейти чрез софтуер, наречен машина за работа с темплейти (Template engine). На Фигура №4 е представен основния процес за създаване на уеб документи, при който съдържанието (от база данни) и „спецификациите за презентация“ (уеб темплейт) се комбинират (чрез машината за работа с темплейти) за създаване на голямо количество документи.
Фиг. №4 Създаване на уеб документи
Темплейт системата се състои от следните елементи:
- Машина за работа с темплейти: основният обработващ елемент на системата;
- Източници на съдържание: различни видове входни потоци от данни, като такива от релационна база от данни, XML файлове и други видове локални или мрежови данни;
- Уеб темплейти: специфицирани в зависимост от езика за темплейти (Template language).

За уеб дизайнера, когато всяка уеб страница е създадена чрез уеб темплейт той мисли за нея като за модулно структурирана страница с компоненти, които могат да се модифицират независимо един от друг. Тези компоненти могат да включват заглавна част, заключителна част, глобална навигационна лента, локална навигационна лента и съдържание.
За програмистите езика за създаване на темплейти предлага по-ограничена логика, която се използва само за адаптиране на презентацията, а не за сложни бизнес алгоритми.
За останалите членове на екипа по разработването на сайта системата за уеб шаблони позволява на администратора на сайта да се съсредоточи върху техническата поддръжка, авторите на съдържание да се фокусират върху съдържанието и по-надеждна работа за всички от тях.
Обобщено, употребата на система за уеб шаблони има следните предимства:
· Улеснена промяна на дизайна на сайта поради разделението на логиката на извличане на съдържанието от презентацията на сайта;
· Улеснено унифициране на интерфейса: менютата и другите презентационни елементи лесно се уеднаквяват, за улеснение на потребителите, които посещават сайта;
· Възможност за независима работа по дизайна и кода на сайта от различни хора по едно и също време;
· Увеличаване на производителността на разработване.
Машината за работа с темплейти е софтуер, създаден да създава уеб документи чрез обработка на уеб съдържание и уеб темплейти. Тя работи в контекста на темплейт системата и обикновено включва основните възможности на повечето програмни езици на високо ниво, с акцент върху възможностите за работа с обикновен текст. Такива възможности включват:
· Променливи и функции;
· Заместване на текст;
· Включване или изключване на файлове;
· Условни конструкции/структури и цикли.
Ето един пример, който илюстрира опростен модел на обработка на типична машина за работа с темплейти. Тя създава уеб страница чрез обработка на уеб темплейт заедно с данни от релационна база данни като замества променливите в темплейта със специфични стойности. В примера променливата $x се замества на първата страница с „Mother“, а на втората с „World“.
Уеб шаблона/темплейта може да изглежда така:
<html>
<h1>Hello {$X}</h1>
</html>
С допълнителен сорс код на темплейта:
templateAssign ('X', 'World');
Или когато се специфицира съдържание от релационна база от данни:
$data[01]='Mother'; $data[02]='World';
templateAssign('X', $data[$i]);
Уеб темплейтът е елемент от уеб темплейт системата, който представлява предефинирано схематично оформление на страницата и определен брой програмни инструкции, написани на езика за темплейти. Най-просто казано уеб темплейтът прилича на бланка за писма. Употребата на уеб темплейти се свързва с един от основните принципи в дизайна – разделяне на съдържанието от презентацията.
Уеб темплейтът има определени базови характеристики. Тези характеристики могат да се опишат чрез следните основни принципи:
- Принцип на ефективното разделяне;
- Принцип на гъвкавата презентация.

Ефективно разделяне: обща цел на уеб разработчиците е да създават приложения, които са гъвкави и лесни за поддържане. Важна предпоставка за постигане на тази цел е разделянето на бизнес логиката от презентационната логика. Затова разработчиците използват уеб темплейт системи, които осигуряват в различна степен това разделение.
Гъвкава презентация: в основата на ефективното разделяне е необходимостта от максимална гъвкавост в кода и ресурсите, отнасящи се до презентационната логика. Промените в предпочитанията на клиентите и желанието за представяне на вече съществуващо съдържание по нов, по-интересен начин често водят до големи изменения във външния вид на уеб съдържанието, които трябва да разрушават основната бизнес логика колкото се може по-малко.
Разделението между презентация (front end) и бизнес логика (infrastructure) обикновено е важно тъй като:
· Сорс кодът на езика за презентация обикновено се различава от кода на другите използвани средства и езици за изграждане на уеб сайта;
· Процесът по разработване на уеб сайта може да изисква работа по различно време и място от различни членове на екипа;
· Отделните членове на екипа имат различни умения и уменията за кодиране на презентацията не винаги съвпадат с уменията за кодиране на бизнес логиката;
· Сорс кода е по-лесен за поддържане и по-четлив когато различните компоненти са отделени един от друг.
Уеб темплейтът може да включва други темплейти, наречени подтемплейти. Типичен пример е включването на заглавната и завършващата част на страницата като подтемплейти в основния темплейт. Подтемплейтът е подобен на подпрограма в програмните езици. Той включва отделни части от документа в основния темплейт, който след това се изпраща към крайното изходно предназначение (Фигура №5).
Фиг. №5 Подтемплейт T1, включващ се в темплейт T2
Специфичната функционалност на подтемплейта зависи от езика за темплейти, който се използва. Например кодът, намиращ се в подтемплейтите може да не следва същите правила за интерполиране на променливи и обработване на директиви, както кодът, намиращ се в основния темплейт.

## Предимства
Малки разходи
Някои системи са безплатни като Drupal, eZ Publish, TYPO3, Joomla, and WordPress. Можем да си позволим други чрез абонаменти планове. Въпреки че абонаментните могат да са скъпи, в крайна сметка липсата на хора на пълен работен ден намалява разходите. В добавка Софтуер може да бъде закупен при нужда от много Системи.

### Лесен за персонализиране
Универсален план е създаден, за направата на страници има подобна тема и дизайн без много кодиране. Много системни инструменти използват системата Аджакс за влачене и пускане за своите дизайнерски модели. За начинаещ е лесно да създаде персонален front-end.

### Лесен за употреба
Системата е създадена за технически необучени хора. Леснотата на дизайна на админа позволява на системните мениджъри и други потребители да обновяват съдържанието на информацията без много усилия от страна на програмиране или техническа поддръжка.

### Управление на работния поток
Системата осигурява контрол върху публикуването на съдържанието кога и от кого е публикувано. Някои системи позволяват на администраторите да задават правила за управление на работния поток, съпътствайки мениджърите на съдържданието през редица стъпки, според техните задължения.

### В полза на системата за управление на съдържанието на уебсайтовете
Системните сайтове са също така удобни за функцията на търсачка. Обновяемостта на информацията е факторък, който помага, както се смята, че търсачката приоритизира сайтовете с нова и обновена информация отколкото сайтовете с остаряла и неважеща информация. Употребата на плугини в социалната медия помага в изграждането на общност около блогът ти. Дажбите на РСС, които са генерирани от блогове или сайтове от системи за управление на информацията могат да увеличат бройката на събскрайбъри и читатели на твоя сайт. URL презаписването може да бъде приложено лесно, което произвежда чисти URLs без параметри, които допълнително помагат на търсачката. Има плугини на разположение, които специално помагат на сайта търсачка.

## Недостатъци

### Разходи по осъществяване
Изпълнения в широк мащаб изискват тренинг, планиране и сертификати. Определени системи могат да изискват хардуерни инсталации. Отдадеността към софтуера иска и големи инвестиции. Отдаденост от страна на тренинг, развитие, обслужване са цените, които се включват в системата на предприятие.

### Разходи по поддръжка
Поддръжката на системата може да изисква лицензирани ъпдейти и ъпгрейди и поддръжка на хардуера.

### Проблеми с латентността
По-големите системи могат да изпитат латентност, ако инфраструктурата не е обновена, ако базата данни не се използва правилно и ако уеб кеш файловете, които трябва да са презаредени всеки път, когато информацията е обновена се увеличава. Проблемите със зареждането могат също така да повредят кешинг файловете.

### Смесване на инструменти
URLs на много от системите са динамично заредени с вътрешни параметри и препращана информация и за това те са често нестабилни за дадена страница или инструменти от интернет, особено търсачки, на които се разчита.

### Сигурност
Системите често се забравят когато говорим за заплахи за сигурност на хардуер, софтуер и операционни системи. Поради липса на поправка от потребителя, един хакер може да използва неизправен софтуер на система за управление на информацията да експлоатира уязвимостта и влезе в защитена среда. Системите трябва да са част от една цялостна програма за защитно управление, която да поддържа най-големите възможни защитни стандарти.

## Примери
- WordPress възниква като блог CMS, но е адаптиран в пълноправен CMS.
- Textpattern е един от първите с отворен код CMS.
- Joomla е популярна система за управление на съдържанието.
- TYPO3 е един от най-използван отворен клас източник предприятието CMS.
- Drupal най-използваните CMS и възникнали преди WordPress и Joomla.
- ExpressionEngine е в топ 5 най-използваните CMSS. Това е търговска CMS направено от EllisLab.
- MediaWiki – Уикипедия и свързаните с тях проекти, и е един от най-известните примери на уики CMS.
- Mangolia(CMS)
- Eronic е Open Source CMS, който използва Javascript на страната на сървъра.
- Cascade Server е популярен сред университетите и предприятието мащаб организации.
- eXo Platform с отворен код социален CMS.
- Liferay Open Source Portal WCMS.
- HP TeamSite
- EpiServer
- FileNet

|  | Тази страница частично или изцяло представлява превод на страницата Web_content_management_system в Уикипедия на английски. Оригиналният текст, както и този превод, са защитени от Лиценза „Криейтив Комънс – Признание – Споделяне на споделеното“, а за съдържание, създадено преди юни 2009 година – от Лиценза за свободна документация на ГНУ. Прегледайте историята на редакциите на оригиналната страница, както и на преводната страница, за да видите списъка на съавторите. ВАЖНО: Този шаблон се отнася единствено до авторските права върху съдържанието на статията. Добавянето му не отменя изискването да се посочват конкретни източници на твърденията, които да бъдат благонадеждни. |